# 19597 Раянлі
19597 Раянлі (19597 Ryanlee) — астероїд головного поясу, відкритий 14 липня 1999 року.
Тіссеранів параметр щодо Юпітера — 3,304.